# Natuurhistorisch Museum Boekenberg
Het Natuurhistorisch Museum Boekenberg bevindt zich in het Boekenbergpark te Deurne.

## Geschiedenis
In de 18e eeuw kocht de gefortuneerde bankier Jan Willem Smets het kasteel Boekenberg, hij liet er naast een boogbrug in vuursteen (silex) met de jagerstoren als pseudo-ruïne, een artificieel grottencomplex met ondergronds botenhuis en ijskelder bouwen in wat nu het Boekenbergpark is. Hij liet in het park ook een serpentinevijver aanleggen. Na het overlijden van de laatste bewoner van Boekenberg, de geoloog en archeoloog Paul Cogels, kwam het park in 1912 in handen van de gemeente Deurne.
Op 1 september 1963 werd het grottencomplex toegewezen aan de Speleologische Stichting Deurne, die er een natuurhistorisch museum inrichtte. Leden van de Speleologische Stichting Deurne verzamelden al hun vondsten en deelden deze in volgens vier hoofdthema's zijnde paleontologie, mineralogie, archeologie en prehistorie. Het museum bevindt zich integraal onder de grond waarbij elk hoofdthema in een aparte zaal of grot werd tentoongesteld. De collectie werd langzamerhand uitgebreid met giften en aankopen.
In 2014 dreigde sluiting voor het museum wegens te weinig fondsen en vrijwillig meewerkende leden. Een aantal buurtbewoners rond het park nam het initiatief om het museum er terug bovenop te helpen en creëerde de Werkgroep Natuurhistorisch Museum Boekenberg vzw. 

## Collectie
De artefacten in het Museum dateren van het Precambrium tot de 16e eeuw. De laatste stukken komen van de opgravingen in de Antwerpse patriciërswoning Den Draeck. Het museum heeft een grote verzameling fossielen uit Antwerpen en omgeving zoals overblijfselen van mammoet, wolharige neushoorn, walvissen, haaien, roggen en dolfijnen. In de afdeling mineralogie worden meer dan 300 mineralen en gesteenten tentoongesteld.

## Vleermuizen
Het Natuurhistorisch Museum Antwerpen sluit in de winter omdat het grottencomplex een overwinteringsplek is voor vleermuizen. Tellingen hebben uitgewezen dat er verschillende soorten gebruik maken van het grottencomplex zoals de baardvleermuis, watervleermuis, franjestaart en gewone grootoorvleermuis. Het Agentschap voor Natuur en Bos van de Vlaamse Overheid erkende daarom de grotten als ‘vleermuisvriendelijk object’.